# Salerano sul Lambro
Salerano sul Lambro är en ort och kommun i provinsen Lodi i regionen Lombardiet i Italien. Kommunen hade 2 644 invånare (2018).